# Accordi di Bonn
Gli Accordi di Bonn del 2 luglio 1931 sono i documenti che stabilirono la piena comunione tra la Chiesa anglicana e le Chiese vetero-cattoliche dell'Unione di Utrecht. Da allora questo trattato è stato esteso a tutti i membri della Comunione anglicana con decisioni prese dai singoli sinodi.
Questi accordi prevedono tre punti:
1. Ogni Comunione riconosce la cattolicità e l'indipendenza dell'altra e mantiene la propria.
2. Ogni Comunione ammette i membri dell'altra e partecipare ai Sacramenti.
3. La piena comunione non richiede l'accettazione da parte di ogni comunione delle opinioni dottrinali, delle devozioni sacramentali o della pratica liturgica caratteristiche dell'altra, ma implica che ognuna creda che l'altra mantenga tutto ciò che è essenziale alla fede cristiana.

La versione originale del 1931 parlava di "intercomunione", termine modificato dalla Conferenza di Lambeth del 1958 in "piena comunione".
Questi accordi furono usati come base per altre dichiarazioni di piena comunione:
1. nel 1961 per la piena comunione tra la Chiesa lusitana cattolica apostolica evangelica e la Chiesa episcopale degli Stati Uniti d'America;
2. nel 1965 per la piena comunione tra l'Unione di Utrecht e la chiesa lusitana cattolica apostolica evangelica.

Al fine di monitorare la crescita congiunta delle due comunioni, la Conferenza episcopale vetero-cattolica internazionale e la Conferenza di Lambeth hanno creato il Consiglio internazionale di coordinamento tra anglicani e vetero-cattolici, riunitosi per la prima volta nel 1999.